# Fajza
Fajza là một xã trong quận Has thuộc hạt Kukës, Albania. Dân số năm 2005 là 4122 người.